# 迭戈·德默
迭戈·德默（德語：Diego Demme；1991年11月21日—），德國足球運動員，現效力德甲球會柏林赫塔，曾是德國國家足球隊成員，司職防守中場。

## 俱樂部生涯
德默1991年11月21日出生在德國北萊茵-威斯特法倫州東北部的城鎮黑爾福德。
青年時期，德默曾在SpVg希登豪森、SV孫德爾恩、SV恩格-韋斯特雷格等多支球隊接受過足球訓練，成為職業球員後正式簽約的第一家足球俱樂部是比勒菲爾德。當時為拿坡里主帥的詹納羅·加圖索就是他小時候的足球偶像。2010年12月，當時只有19歲的德默開始進入比勒菲爾德的一線隊並在對陣菲爾特的比賽完成了職業生涯的首秀。
在2010/11賽季的下半賽季，他總共代表球隊出戰了10場德乙聯賽。賽季結束後，球員又跟球隊續簽了一份合同。
2012年1月9日，德默離開了上賽季從德乙聯賽中降級的比勒菲爾德而轉戰到了帕德博恩。他不僅能夠勝任後腰的位置要求，而且還經常在比賽中擔任邊後衛的位置。
在2012/13賽季，德默已經成為球隊的絕對主力，代表球隊參加了31場正式比賽。
2014年1月，德默以35萬歐元的身價加盟到當時還處於德丙聯賽的RB萊比錫。下半賽季代表萊比錫出戰了16場之後，與球隊一起升級來到了德乙聯賽。
經過了兩個賽季的努力，德默在2016年夏天終於跟RB萊比錫一起升級來到了德甲聯賽。2016年8月28日客場對陣霍芬海姆的比賽是他職業生涯經歷的第一場德甲聯賽，結果他在比賽中發揮出色，助攻隊友多米尼克·凯泽打進一球，幫助球隊2-2逼平。
作為一名後腰，德默的能力得到了球隊主帥的高度認可，並在賽季中期獲得了又一筆續約合同。2017年2月19日，在凯泽缺席的情況下，德梅首次帶上了RB萊比錫的隊長袖標並幫助球隊2-1擊敗了門興格拉德巴赫。
2017年4月15日，德默在RB萊比錫4-0戰勝弗賴堡的比賽中打進了自己職業生涯的第一粒進球。在2016/17賽季里，他總共代表球隊在各項賽事中出戰33場。
在2017/18賽季開始之前曾被隊友誤傷，但在重新歸隊後，德默還是站穩了後腰的主力位置，在各項賽事中代表RB萊比錫出場41次。2017年9月13日，他在1-1戰平摩納哥的歐冠小組賽中首發登場，這也是他職業生涯經歷的第一場歐戰比賽。
2019/20賽季，已經成為了RB萊比錫副隊長的德默在德甲聯賽上半段隨同球隊取得了11勝4平2負的佳績，球隊在冬歇期到來之前暫居積分榜的首位。2019年11月5日，德梅在歐冠小組賽對陣澤尼特的比賽中打進了自己在RB萊比錫的最後一粒進球。
2020年1月11日，意甲球隊拿坡里官方宣佈，正式從德甲球隊RB萊比錫簽下德默，轉會費為1300萬歐元。
2020年1月14日，德默在意大利杯1/8決賽拿坡里2-0擊敗佩魯賈的比賽中替補出場，完成了自己在球隊的處子秀。随后在2020年2月4日對陣桑普多利亞的比賽中打進了自己在拿坡里的首粒進球。但由于2021年7月的聯賽中膝蓋受傷及2023年的左腳骨折的傷患影響，導致德梅於23年冬季轉會窗後被移出球員名單，變相提早解約。

## 國家隊生涯
德默有資格代表德國國家足球隊及意大利國家足球隊效力。
2017年夏天他得到了德國國家足球隊的徵召，並在對聖馬力諾的2018年世界杯預選賽中首次代表國家隊出場。

## 個人生活
德默的父親來自於意大利，並且是一名狂熱的拿坡里球迷，所以他才給兒子取名為「迭戈」。

## 榮譽
拿坡里
- 義大利盃冠軍：2019–20[11]
- 意甲冠軍：2022–23[12]

## 外部連結
- 维基共享资源上的相關多媒體資源：迭戈·德默
- fussballdaten.de：迭戈·德默之統計數據 （德文）
- Soccerway資料庫：迭戈·德默